# پونتا ماریا کریستینا
پونتا ماریا کریستینا (به لاتین: Punta Maria Cristina) یک کوه در سوئیس است که در کانتون وله واقع شده‌است. پونتا ماریا کریستینا ۳٬۷۰۶ متر بالاتر از سطح دریا واقع شده‌است.